# Havsörnar
Se även artikeln om havsörn
Havsörnar (Haliaeetus) är ett släkte inom familjen hökar (Accipitridae).
Havsörnar är bland de största örnarna både vad beträffar vikt och vingspann, även om vissa andra örnar, som exempelvis kungsörn och kejsarörn, är jämförbara. Den största havsörnen är jättehavsörn, Haliaeetus pelagicus. Havsörnar har mycket kraftiga näbbar och klor. De livnär sig huvudsakligen på fisk men många arter äter också as.

## Systematik
Släktet Haliaeetus är möjligtvis ett av de äldsta fågelsläktena som fortfarande existerar. Fossilet DPC 1652 funnet i ett lager från tidig oligocen, cirka 33 miljoner år sedan, i Egypten visar likheter med dagens havsörnar. Släktet fanns med säkerhet redan under mellersta miocen (12-16 miljoner år sedan).
Havsörnar är inte nära släkt med andra stora örnar som kungsörnen. Istället står de nära gladorna i Milvus och Haliastur och tillsammans bildar de en systergrupp till vråkarna.
DNA-studier har visat att fyra arter som traditionellt placeras i släktet snarare står närmare de två fiskörnarna i släktet Icthyophaga. Dessa har därför flyttats dit och deras trivialnamn ändrats till just fiskörnar. Havsörnesläktet i begränsad mening består enbart av följande fyra arter:
- Bandhavsörn (Haliaeetus leucoryphus)
- Jättehavsörn (Haliaeetus pelagicus)
- Havsörn (Haliaeetus albicilla)
- Vithövdad havsörn (Haliaeetus leucocephalus)

Följande arter placerades tidigare i släktet: 
- Skrikfiskörn (Icthyophaga vocifer)
- Madagaskarfiskörn (Icthyophaga vociferoides)
- Vitbukig fiskörn (Icthyophaga leucogaster)
- Salomonfiskörn (Icthyophaga sanfordi)